# Roger Allen LaPorte
Roger Allen LaPorte (16 tháng 7 năm 1943 – 10 tháng 11 năm 1965) là một người phản đối Chiến tranh Việt Nam, người đã tự thiêu trước tòa nhà Liên Hợp Quốc ở Thành phố New York vào ngày 9 tháng 11 năm 1965, để phản đối việc Hoa Kỳ can dự vào cuộc chiến. Từng là chủng sinh, ông là thành viên của Phong trào Công nhân Công giáo vào thời điểm ông qua đời.

## Đầu đời
Sinh ra ở Geneva, New York ,  LaPorte hoạt động tích cực trong các câu lạc bộ tranh luận và diễn thuyết trước công chúng, nhờ đó ông đã giành được giải thưởng. Cha mẹ ômg ly hôn sau khi ông tốt nghiệp trung học. Trước khi gia nhập Công nhân Công giáo, ông đã theo học một trường dòng ở Vermont và hy vọng trở thành một tu sĩ. Tuy nhiên, ông rút khỏi chủng viện sớm và theo học và tốt nghiệp Học viện Holy Ghost, Tupper Lake, New York năm 1961.

## Bối cảnh của vụ tự thiêu
Bài chi tiết: Tự thiêu để phản đối chiến tranh Việt Nam
Ngày 11 tháng 6 năm 1963 Thích Quảng Đức , một tu sĩ Phật giáo Đại thừa Việt Nam tự thiêu tại một ngã tư đường sầm uất Sài Gòn . Thích Quảng Đức đang phản đối cuộc đàn áp Phật tử của Tổng thống Miền Nam Việt Nam Ngô Đình Diệm , một thành viên của thiểu số Công giáo. Những bức ảnh về vụ tự thiêu của ông đã được lan truyền rộng rãi trên toàn thế giới và gây chú ý đến các chính sách của chế độ Diệm.
Vào ngày 16 tháng 3 năm 1965, người theo chủ nghĩa hòa bình 82 tuổi Alice Herz đã tự thiêu ở một góc phố Detroit để phản đối Chiến tranh Việt Nam leo thang. Một người đàn ông và hai cậu con trai của anh ta đang lái xe ngang qua và nhìn thấy cô ấy đang bốc cháy nên đã dập lửa. Cô ấy chết vì vết thương của mình mười ngày sau đó. Vào ngày 2 tháng 11 năm 1965, Norman Morrison đã tẩm dầu hỏa và tự thiêu bên dưới văn phòng Bộ trưởng Quốc phòng Robert McNamara ở Lầu Năm Góc .

## Tự thiêu
Việc Morrison tự thiêu tại Lầu Năm Góc là tin tức trên trang nhất khi Công nhân Công giáo tập trung cho một cuộc biểu tình phản chiến trên Quảng trường Union ở Thành phố New York vào ngày 6 tháng 11 năm 1965, mà LaPorte đã tham dự ngay sau khi gia nhập Công nhân Công giáo. Dorothy Day , lãnh đạo của Công nhân Công giáo, phát biểu trước đám đông: "Tôi phát biểu hôm nay với tư cách là một người già, và là người phải ủng hộ lòng can đảm của những người trẻ tuổi sẵn sàng từ bỏ tự do của mình," Day nói. "Chính cuộc đấu tranh này đã được bắt đầu bằng lòng dũng cảm, ngay cả trong sự tử đạo, được chia sẻ bởi những đứa trẻ nhỏ, trong cuộc đấu tranh cho tự do hoàn toàn và phẩm giá con người."
Công nhân Công giáo Tom Cornell được biết đến vào năm 1960 vì đã đốt thẻ quân dịch của mình trong các hành động và đã lặp lại hành động này nhiều lần, kể cả đối với máy quay truyền hình quốc gia trong Cuộc đình công vì hòa bình năm 1962. Vào tháng 10 năm 1965, một Công nhân Công giáo khác, David Miller, trở thành người đốt thẻ quân dịch đầu tiên bị bắt theo luật liên bang mới cấm hành vi này. Ngay sau bài phát biểu của Day trên Quảng trường Union, Cornell và bốn người khác đã đốt thẻ quân dịch của họ trên bục. Những người chơi khăm ở New York hét lên, "Hãy đốt cháy chính mình, không phải quân bài của bạn."
Ba ngày sau, trước Thư viện Dag Hammarskjold của Liên Hợp Quốc ở New York, LaPorte tự xưng là các nhà sư Phật giáo Việt Nam, tưới xăng lên người rồi tự thiêu. Anh ấy qua đời vào ngày hôm sau tại Bệnh viện Bellevue do bỏng cấp độ hai và độ ba chiếm 95% cơ thể. Mặc dù bị bỏng nhưng anh ấy vẫn tỉnh táo và có thể nói được. Khi được hỏi tại sao lại tự thiêu, LaPorte bình tĩnh trả lời: "Tôi là một Công nhân Công giáo. Tôi phản đối chiến tranh , tất cả các cuộc chiến tranh. Tôi làm điều này như một hành động tôn giáo... tất cả sự căm ghét của thế giới." Tại bệnh viện, Công nhân Công giáo đã hát " This Little Light of Mine ."
Dorothy Day đã phản ứng với thảm kịch bằng một bài báo trên tờ Công nhân Công giáo với tựa đề: "Tự tử hay Hy sinh?" Bà viết: "Không chỉ có nhiều thanh niên, sinh viên trong cả nước vô cùng nhạy cảm trước những đau khổ của thế giới. "Họ có ý thức sâu sắc rằng họ phải có trách nhiệm và tuyên xưng đức tin của mình rằng mọi thứ không cần phải tiếp diễn như họ vẫn luôn làm - rằng con người có khả năng hy sinh mạng sống của mình cho người khác, có lập trường, ngay cả khi quốc gia xâm lược toàn diện và thực sự là cả thế giới đang chống lại họ."
Một nhà văn trên tờ National Catholic Reporter đã viết rằng mặc dù Công nhân Công giáo rất quan trọng đối với Giáo hội, nhưng họ đã thể hiện "một kiểu từ chối sự phức tạp tích hợp sẵn mà tôi hy vọng không có tác dụng trong cái chết của LaPorte." [ cần dẫn nguồn ] Tu sĩ Trappist nổi tiếng Thomas Merton cũng có vấn đề với hành động của LaPorte và tranh chấp kéo dài với Day sau khi đổ lỗi cho vụ việc do phong trào Công nhân Công giáo gây ra.